# 葛振元
葛振元，安徽省安慶府懷寧縣人，清朝政治人物、進士出身。
光緒十二年（1886年），参加光緒丙戌科殿試，登進士二甲30名。同年五月，改翰林院庶吉士。光緒十八年五月，散館，著以知县即用。